# Fonts baptismaux de Juziers
Les fonts baptismaux de l'église Saint-Michel à Juziers, une commune du département des Yvelines dans la région Île-de-France en France, sont créés au XVIIe siècle.  Les fonts baptismaux en calcaire sont classés monuments historiques au titre d'objet le 23 décembre 1985.
La cuve est sculptée de guirlandes de laurier et de feuilles d'acanthe. Le socle est plus ancien.